# Communauté de communes Vals et villages en Astarac
La communauté de communes Vals et villages en Astarac est une ancienne communauté de communes française, située dans le département du Gers.

## Historique
Créée le 21 décembre 2000, la communauté de communes Vals et villages en Astarac a fusionné avec la communauté de communes des Hautes Vallées de Gascogne pour former en 2013 la communauté de communes Astarac Arros en Gascogne.

## Composition
En 2012, elle était composée des communes suivantes :
1. Bazugues
2. Belloc-Saint-Clamens
3. Berdoues
4. Clermont-Pouyguillès
5. Idrac-Respaillès
6. Labéjan
7. Lagarde-Hachan
8. Loubersan
9. Miramont-d'Astarac
10. Moncassin
11. Ponsampère
12. Saint-Élix-Theux
13. Saint-Martin
14. Saint-Médard
15. Saint-Michel
16. Saint-Ost
17. Sauviac
18. Viozan

### Sources
- Le SPLAF (Site sur la Population et les Limites Administratives de la France)
- La base ASPIC